# Eduardo Balassanián
Eduardo Balassanián (Buenos Aires, Argentina, 2 de septiembre de 1935) es un exfutbolista argentino que jugaba como delantero.

## Trayectoria

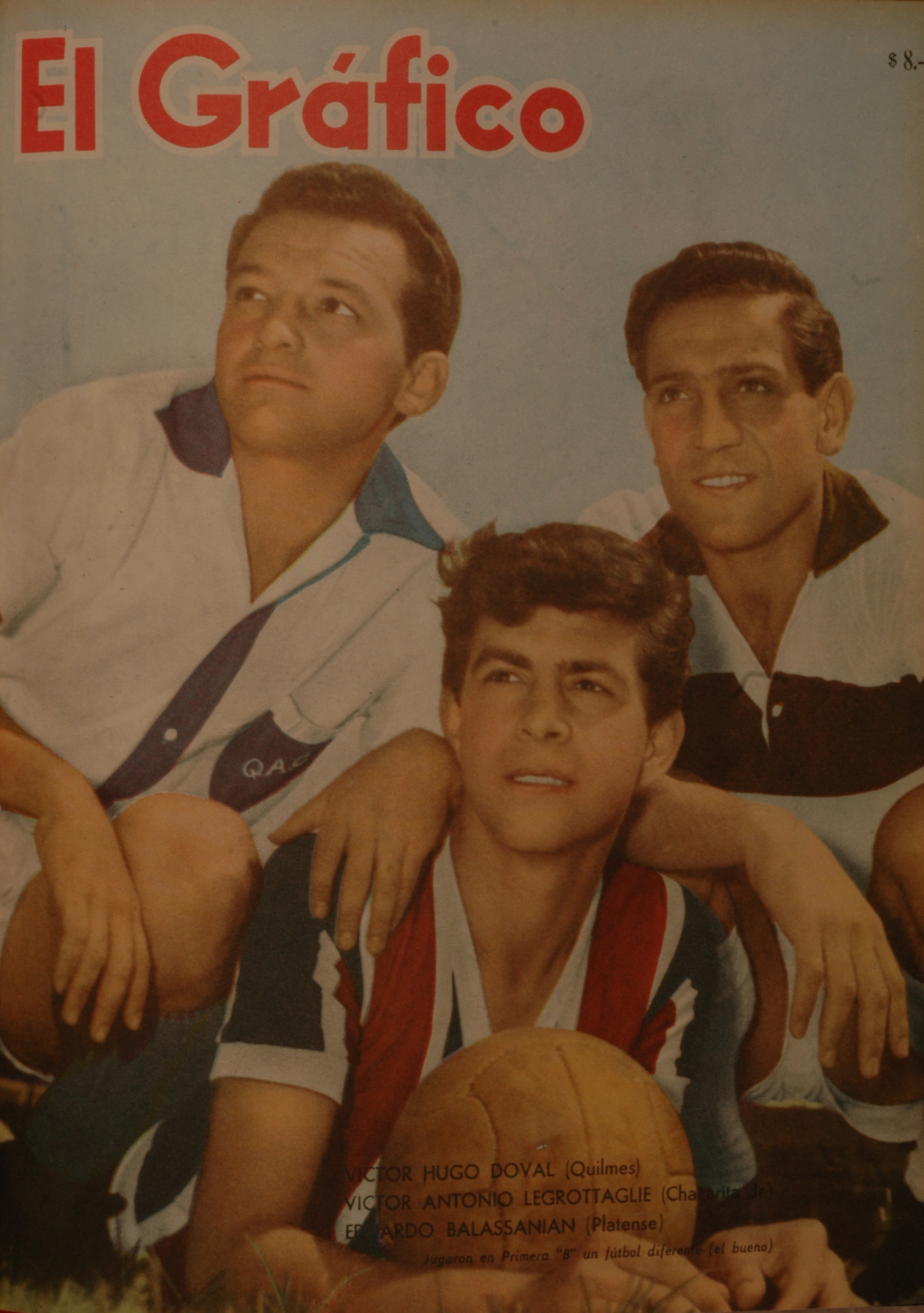
Víctor Hugo Doval, Víctor Antonio Legrotaglie y Eduardo Balassanian (derecha) en 1960.

Balassanián inició en las inferiores del Racing Club de Avellaneda. En 1958 fue traspasado al C. A. Plantense y en 1962 al C. A. Atlanta. El 1 de abril de 1962 debutó en el fútbol colombiano con el Atlético Nacional frente al Atlético Bucaramanga. Fue un goleador en el Atlético Nacional, tenía gran habilidad para los goles de cabeza y es considerado ídolo en el club; lo más destacado jugando para los Verdolagas fue el subcampeonato de 1965.
En 1967 partió al fútbol canadiense, para jugar en el Toronto Falcons.

## Clubes
| Club              | País      | Año       | Partidos |
| ----------------- | --------- | --------- | -------- |
| Racing Club       | Argentina | 1953-1957 |          |
| C. A. Platense    | Argentina | 1958-1960 |          |
| C. A. Atlanta     | Argentina | 1961      |          |
| Atlético Nacional | Colombia  | 1962-1966 | 115      |
| Toronto Falcons   | Canadá    | 1967      |          |

## Palmarés
Subcampeón del campeonato colombiano de 1965.